# Bensa (woreda)
Pour les articles homonymes, voir Bensa.
Bensa  est un woreda de la région Sidama, en Éthiopie. Rattaché à la région des nations, nationalités et peuples du Sud jusqu'à la régionalisation de la zone Sidama en 2020, ce woreda a 250 727 habitants en 2007. Son centre administratif est Daye.
Daye, ou Bensa Daye, se trouve environ 125 km au sud-est d'Hawassa.
| Arbegona   | Kokosa | Nenesebo      |
| Bona Zuria | Bensa  | Chire Aroresa |
|            | Bore   | Ana Sora      |

Le recensement national de 2007 fait état d'une population de 250 727 habitants dans le woreda Bensa dont 5 % de citadins qui sont les 11 588 habitants de Daye.
La plupart des habitants du woreda (93 %) sont protestants, 3 % sont musulmans et 2 % sont  orthodoxes.
En 2022, la population du woreda est estimée sur le même périmètre à 342 116 personnes avec une densité de population de 621 personnes par km2 et 551 km2 de superficie,.
Une carte récente montre cependant de nouvelles subdivisions à l'intérieur de Bensa.[réf. à confirmer]